# Preis für künstlerisches Volksschaffen

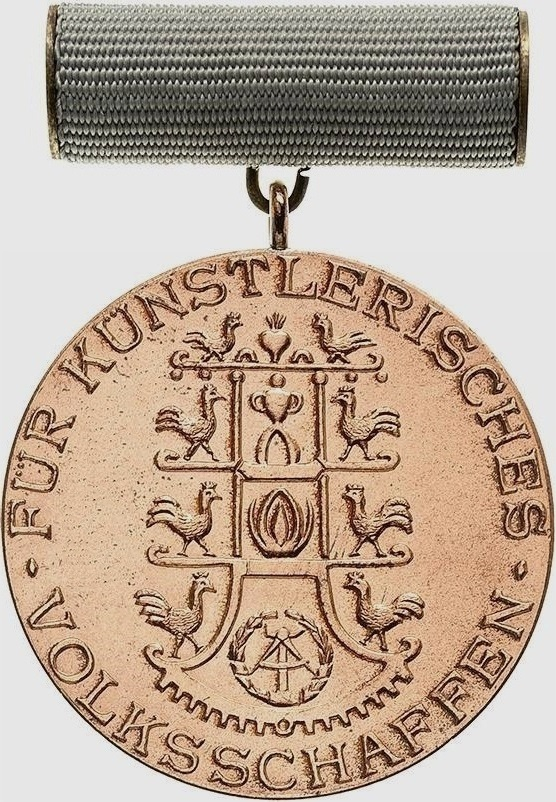
Medaille für Träger des Preises für künstlerisches Volksschaffen (Form ab 1959), II. Klasse, Avers

Der Preis für künstlerisches Volksschaffen war eine staatliche Auszeichnung der Deutschen Demokratischen Republik (DDR), welche am 18. Mai 1955 in zwei Klassen gestiftet und erstmals 1956 verliehen wurde.

## Verleihungsbedingungen
Der Preis für künstlerisches Volksschaffen konnte für hervorragende Neuschöpfungen oder künstlerische Interpretationen verliehen werden, aber auch für richtungsweisende wissenschaftliche Forschungsarbeit sowie für vorbildliche kulturpolitische Leistungen auf diesem Gebiet. Jährlich konnte der Preis in jeder Klasse nur an fünf Personen und drei Kollektive verliehen werden. 
Die Verleihung des Preises war mit einem Geldpreis verbunden, der folgende Höhe aufwies:
- I. Klasse
  - bei Kollektivauszeichnungen: bis 15.000 Mark
  - bei Einzelpersonen: bis 5.000 Mark

- II. Klasse
  - bei Kollektivauszeichnungen: bis 10.000 Mark
  - bei Einzelpersonen: bis 3.000 Mark

## Medaille für Preisträger

### 1. Form (1956–1958)
Die Medaille der I. Klasse des Preises aus Silber, 1973 nur noch versilbert, sowie der II. Klasse aus Bronze haben einen Durchmesser von 35 mm und zeigen auf ihrem Avers in ihrer ersten Form mittig die erhaben geprägte zweizeilige Inschrift: KUNST / PREIS Diese Inschrift ist von einem unten gekreuzten Lorbeerkranz umschlossen, welcher nach oben hin offen ist und links von einer Venezianischen Maske und rechts von einer Farbmischplatte mit zwei Pinseln durchbrochen ist. Am Schnittpunkt der unten Kreuzung der Lorbeerzweige ist ein Drittes Symbol zu sehen, eine Harfe. Das Revers der Medaille zeigt die Inschrift: PREIS FÜR KÜNSTLERISCHES VOLKSSCHAFFEN sowie das nachträglich eingestanzte Jahr der Verleihung und die Verliehene Klasse. Getragen wurde die Medaille an einem graublauen Bande auf der rechten oberen Brustseite.

### 2. Form (ab 1959)
Die Medaille der 2. Form zeigt auf ihrem Avers mittig einen Lebensbaum mit Symbolen, an dessen Unterseite das Staatswappen der DDR zu sehen ist. Der Lebensbaum ist von der Umschrift: FÜR KÜNSTLERISCHES VOLKSSCHAFFEN umgeben. Bis 1965 erfolgte noch zusätzlich die Gravierung des Verleihungsjahres. Der Revers der Medaille zeigt ein tanzendes Volkstanzpaar in Tracht. Die Medaille ist silberfarben für die I. Klasse und bronzefarben für die II. Klasse. Getragen wurde die Medaille an einer 30 × 9 mm graublau bezogenen Stoffspange an der rechten oberen Brustseite.